# Maszyna licząca Staffela

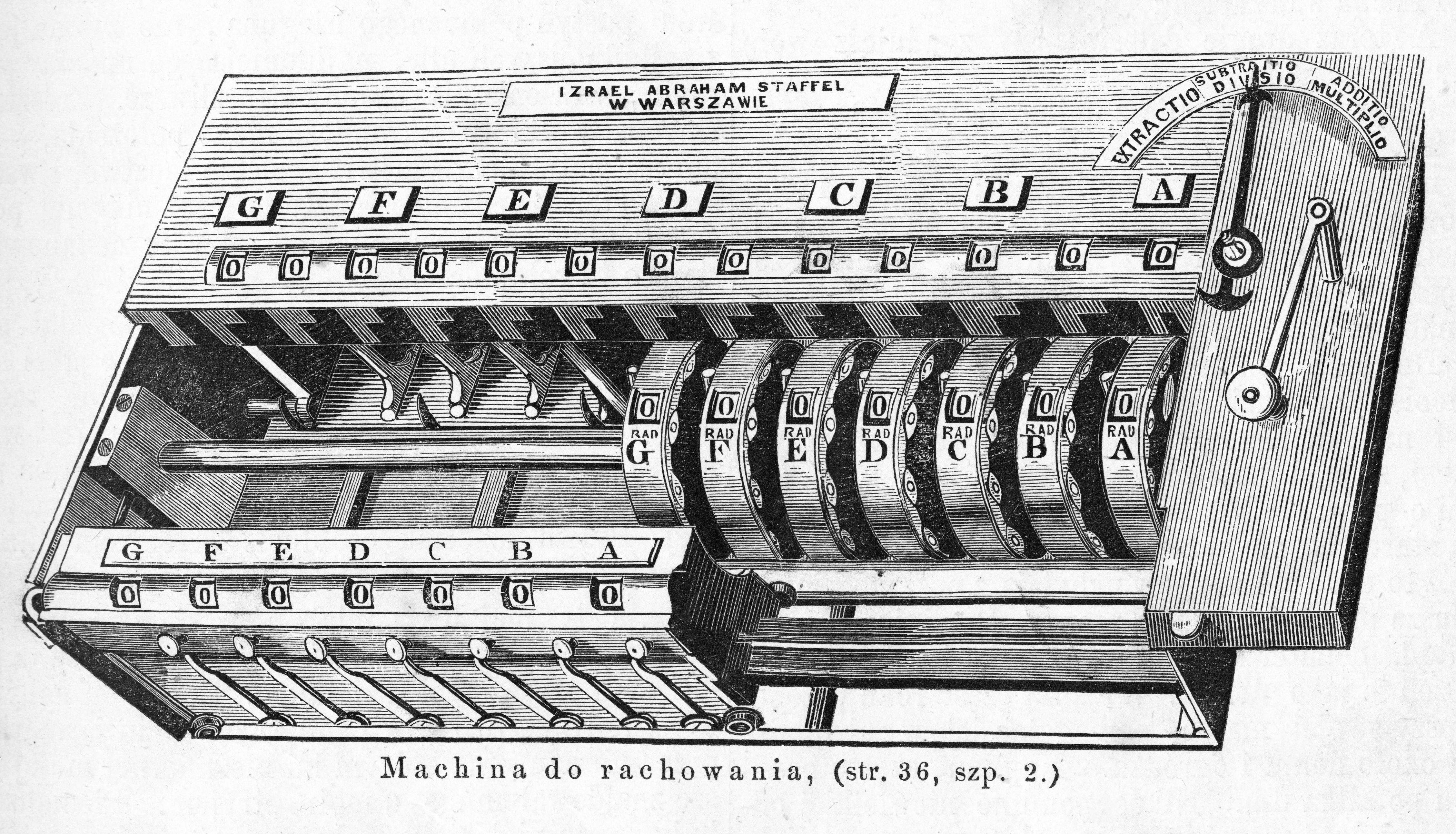
Maszyna licząca Staffela

Maszyna licząca Staffela – urządzenie mechaniczne pozwalające na wykonywanie operacji dodawania, odejmowania, mnożenia, dzielenia, potęgowania oraz obliczanie przybliżonej wartości pierwiastków kwadratowych, zbudowana przez Izraela Abrahama Staffela i zaprezentowana po raz pierwszy na wystawie przemysłowej w Warszawie w 1845 roku. Była najbardziej złożonym pod względem konstrukcyjnym urządzeniem zaprojektowanym przez Staffela.
Żaden egzemplarz maszyny nie zachował się do XXI wieku, zaś jej konstrukcja znana jest wyłącznie dzięki źródłom historycznym, głównie artykułom prasowym oraz raportom i werdyktom z wystaw przemysłowych, na których maszyna była prezentowana.

## Historia maszyny

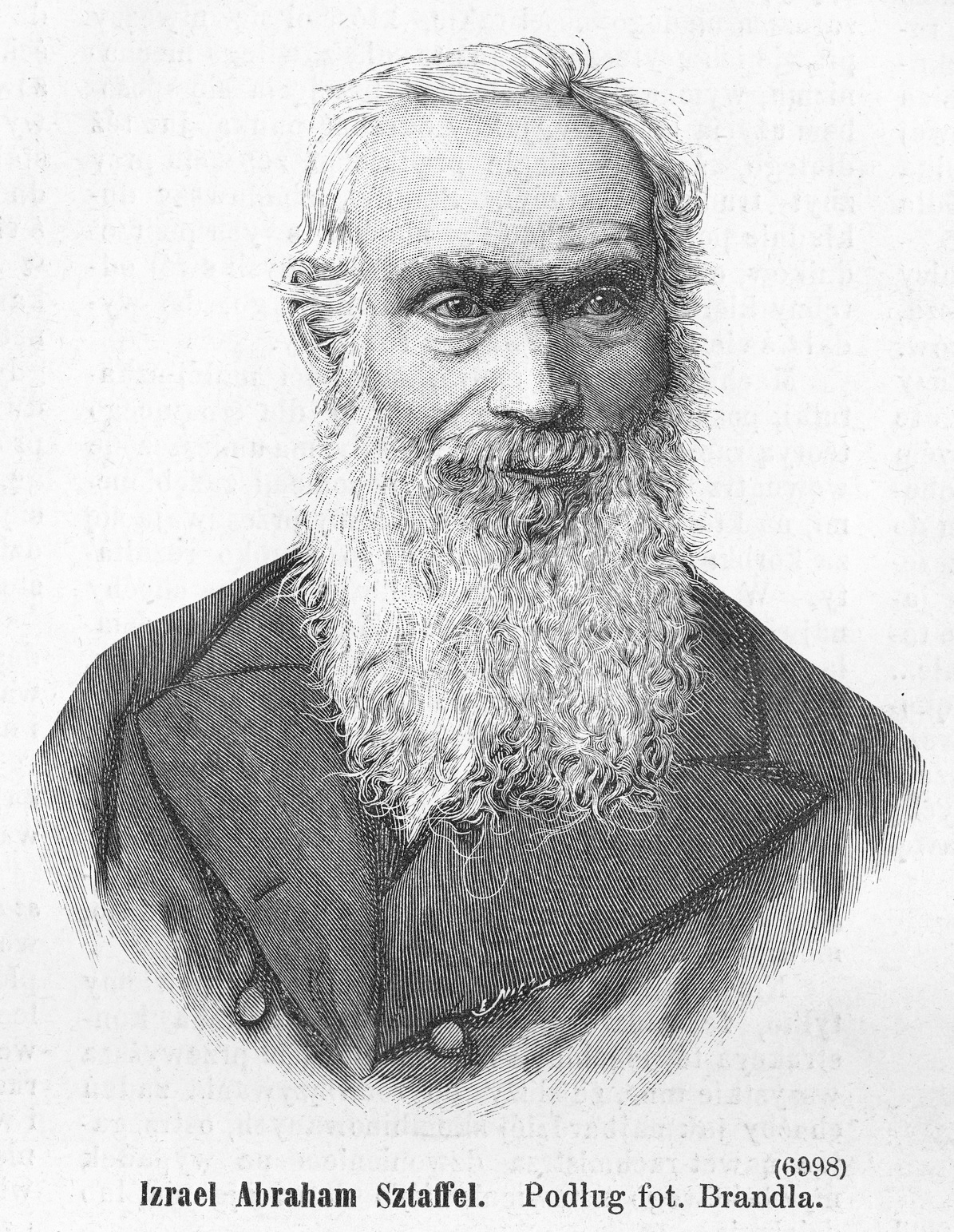
Izrael Abraham Staffel – konstruktor maszyny liczącej

Izrael Abraham Staffel, konstruktor maszyny, mieszkał i pracował jako zegarmistrz w Warszawie. Nie wiadomo, czy kiedykolwiek widział maszyny liczące zbudowane przez Abrahama Sterna i Chaima Słonimskiego, a zatem nie można stwierdzić, czy maszyny te wpłynęły na powstanie i budowę skonstruowanego przez niego urządzenia.
Staffel dorastał w ubogiej rodzinie żydowskiej i nie miał dostępu do publikacji naukowych opisujących najnowsze odkrycia wynalazców z Europy zachodniej. Nauczył się języka polskiego, co umożliwiło mu zapoznawanie się z wydawanymi w Królestwie Polskim publikacjami naukowo-technicznymi z dziedziny mechaniki.
Nie znał jednak konstrukcji arytmometru de Colmara, ani innych maszyn liczących, skonstruowanych w Europie zachodniej. Można zatem przypuszczać, iż zbudowana przez niego maszyna była własnym wynalazkiem, w małym stopniu wzorowanym na zaprojektowanych wcześniej urządzeniach obliczeniowych.
Staffel rozpoczął prace nad budową maszyny liczącej w 1835 roku. W trakcie prac, trwających dziesięć lat, korzystał z doświadczenia zdobytego w trakcie wykonywania zawodu zegarmistrza. Gotowa maszyna została po raz pierwszy zaprezentowana w 1845 roku. Nigdy jednak nie została opatentowana. Powstało kilka modeli maszyny liczącej Staffela zawierających różne udoskonalenia.
Maszyna licząca nazywana była w polskich publikacjach liczebnikiem, liczebnicą, machiną rachunkową lub mechanicznymi szczotami. Obecnie jest określana także jako arytmometr Staffela.
Izrael Abraham Staffel przekazał w 1876 roku egzemplarz swojej maszyny Cesarskiej Akademii Nauk. Maszyna została wystawiona w gabinecie fizycznym Akademii. Urządzenie zostało prawdopodobnie zniszczone lub zagubione w czasie grabieży kolekcji Akademii podczas rewolucji październikowej.
Zaprojektowane przez Staffela urządzenie liczące znajdujące się w Narodowym Muzeum Techniki w Warszawie jest urządzeniem prostszym, pochodzi z 1842 roku.

## Konstrukcja maszyny

Schemat działania koła Leibniza

Maszyna była urządzeniem o kształcie zbliżonym do prostopadłościanu o długości 20 cali, szerokości 10 cali i wysokości 8 cali lub, według innego źródła, o długości 18 cali, szerokości 9 cali i wysokości 4 cali. Mechanizm liczący maszyny opierał się na kole Leibniza, nazywanym też bębnem schodkowym. Mechanizm ten stanowił walec posiadający dziewięć nacięć o różnej długości, prostopadłych do podstawy, znajdujących się na powierzchni bocznej walca. Do walca przylegała druga oś z kołem zębatym poruszanym przez nacięcia walca. Mechanizm ten był powszechnie stosowany w maszynach liczących od czasu skonstruowania maszyny Stepped reckoner przez Gottfrieda Wilhelma Leibniza w 1694 roku.
Interfejs użytkownika składał się z trzynastocyfrowego wyświetlacza wyniku, walca z siedmioma pokrętłami umiejscowionego poniżej wyświetlacza wyniku oraz z siedmiocyfrowego wyświetlacza mnożnika, pokazującego wartość jednego z czynników w trakcie operacji mnożenia lub wartość ilorazu w trakcie operacji dzielenia. Operator mógł ustawiać wartości poszczególnych cyfr na walcu oraz na wyświetlaczu mnożnika. Walec mógł być przesuwany w całości w prawo lub w lewo względem wyświetlaczy wyniku i mnożnika. Urządzenie działało w dziesiątkowym systemie liczbowym. Na każdej pozycji każdego z wyświetlaczy mogła być pokazana dowolna spośród 10 cyfr od 0 do 9.
Maszyna wyposażona była w korbę oraz przełącznik trybów umożliwiający przechodzenie między trybami dodawania/mnożenia, odejmowania/dzielenia i pierwiastkowania. Tryby te opisane były na obudowie urządzenia odpowiednio jako additio/multiplio, substractio/divisio oraz extractio. W trakcie wykonywania operacji odejmowania wykonywano obroty w kierunku przeciwnym, niż w trakcie wykonywania operacji dodawania.

## Obliczenia na maszynie
Działanie maszyny w opiera się na kilku regułach:
- W trybie dodawania/mnożenia obrót korby powodował zwiększenie wartości na wyświetlaczu wyniku o wartość ustawioną pokrętłami na walcu oraz zmniejszenie wartości na wyświetlaczu mnożnika o 1,
- W trybie odejmowania/dzielenia obrót korby powodował zmniejszenie wartości na wyświetlaczu wyniku o wartość ustawioną pokrętłami na walcu oraz zwiększenie wartości na wyświetlaczu mnożnika o 1.

Możliwe było wykonanie ciągu działań bez konieczności zapisywania wyników pośrednich. Wynik poprzedniej operacji był zapamiętywany na wyświetlaczu wyniku i mógł być zastosowany jako argument kolejnej operacji arytmetycznej.

### Dodawanie
W celu obliczenia wartości wyrażenia {\displaystyle a+b} ustawiano tryb dodawania/mnożenia i zerowano wyświetlacz wyniku. Następnie, za pomocą pokręteł, ustawiano na walcu wartość liczby {\displaystyle a} i wykonywano jeden obrót korbą. Wartość liczby {\displaystyle a} była prezentowana na wyświetlaczu wyniku. W kolejnym kroku, za pomocą pokręteł, ustawiano na walcu wartość liczby {\displaystyle b} i wykonywano jeden obrót korbą. Na wyświetlaczu wyniku prezentowana była wtedy wartość wyrażenia {\displaystyle a+b.}

### Odejmowanie
W celu obliczenia wartości wyrażenia {\displaystyle a-b} ustawiano na wyświetlaczu wyniku wartość liczby {\displaystyle a} poprzez dodanie liczby {\displaystyle a} do wyzerowanego wcześniej wyświetlacza wyniku. Następnie przełączano maszynę do trybu odejmowania/dzielenia, ustawiano na walcu wartość liczby {\displaystyle b} i wykonywano jeden obrót korbą w przeciwnym kierunku. Na wyświetlaczu wyniku prezentowana była wtedy wartość wyrażenia {\displaystyle a-b.}
Dzwonek ostrzegał o próbie odjęcia liczby większej od mniejszej, co skutkowałoby przekroczeniem zakresu. Był użyteczny zwłaszcza przy wykonywaniu operacji dzielenia polegającej na wielokrotnym odejmowaniu tej samej liczby.

### Mnożenie
Mnożenie wykonywano jako wielokrotne dodawanie. W celu obliczenia wartości wyrażenia {\displaystyle a\cdot b} ustawiano tryb dodawania/mnożenia i zerowano wyświetlacz wyniku. Następnie, za pomocą pokręteł, ustawiano na walcu wartość liczby będącej większym spośród czynników, zaś na wyświetlaczu mnożnika ustawiano wartość mniejszego czynnika. Wykonywano liczbę obrotów korby odpowiadającą wartości mniejszego czynnika, aż do czasu, gdy wartość pokazywana na wyświetlaczu mnożnika zmalała do zera. Na wyświetlaczu wyniku prezentowana była wtedy wartość wyrażenia {\displaystyle a\cdot b.}

### Dzielenie
Dzielenie wykonywano jako wielokrotne odejmowanie. W celu obliczenia wartości wyrażenia {\displaystyle {\frac {a}{b}}} ustawiano na wyświetlaczu wyniku wartość liczby {\displaystyle a} poprzez dodanie liczby {\displaystyle a} do wyzerowanego wcześniej wyświetlacza wyniku. Następnie przełączano maszynę do trybu odejmowania/dzielenia, ustawiano na walcu wartość liczby {\displaystyle b} i wykonywano tyle obrotów korbą, by liczba na wyświetlaczu wyniku miała wartość mniejszą od liczby {\displaystyle b.} Próba wykonania kolejnego obrotu korby powodowała uruchomienie dzwonka ostrzegawczego.
Po wykonaniu operacji dzielenia na wyświetlaczu mnożnika znajdowała się część całkowita wyniku, zaś na wyświetlaczu wyniku pokazywana była reszta z dzielenia {\displaystyle a} przez {\displaystyle b.}

### Pierwiastkowanie
Maszyna Staffela umożliwiała obliczania przybliżonej wartości pierwiastka kwadratowego liczby wprowadzonej przez operatora. W tym celu ustawiano na liczniku wyniku wartość liczby, której pierwiastek chciano obliczyć, zerowano wartość walca za pomocą pokręteł, zaś wartość wyświetlacza mnożnika ustawiano na jeden. Przełącznikiem trybów ustawiano tryb pierwiastkowania. Nie zachował się żaden szczegółowy opis operacji wykonywanych w trakcie pierwiastkowania, jednak schemat postępowania był prawdopodobnie zbliżony do operacji pierwiastkowania na maszynie liczącej Sterna. Do obliczania pierwiastków zastosowany został dodatkowy mechanizm. W raporcie z Wielkiej Wystawy podkreślano jednak, że operacja wyciągania pierwiastków, choć nie wymagała zgadywania cyfr wyniku, była czasochłonna.

## Udział w wystawach i nagrody

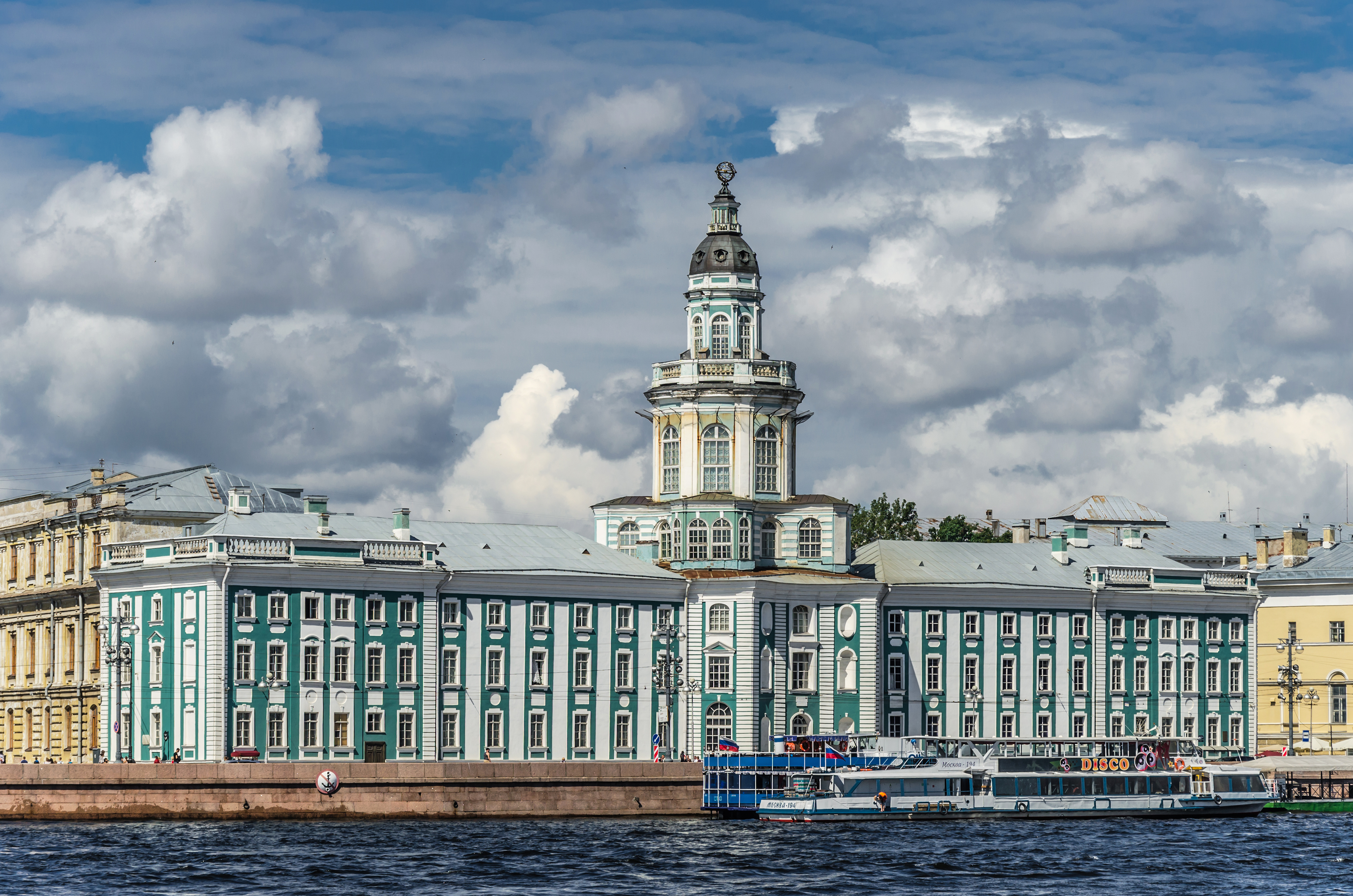
Budynek dawnej Cesarskiej Akademii Nauk w Sankt Petersburgu

Maszyna licząca Staffela została zaprezentowana na co najmniej trzech wystawach. Na wystawie przemysłowej w Warszawie w 1845 roku Izrael Abraham Staffel został nagrodzony srebrnym medalem. Wśród członków komisji przyznającej medal zasiadał, między innymi, Adrian Krzyżanowski. W opisach maszyny podkreślano znaczną redukcję czasu potrzebnego na wykonywanie obliczeń na maszynie w porównaniu z obliczeniami prowadzonymi metodą pisemną.
W 1846 roku maszyna została zaprezentowana Cesarskiej Akademii Nauk w Sankt Petersburgu. Zdobyła duże uznanie wśród członków Akademii. Pozytywne recenzje wydali jej, między innymi, Wiktor Buniakowski, rosyjski matematyk, oraz Moritz Hermann Jacobi, niemiecki fizyk pracujący w Rosji. Staffel otrzymał za swoje odkrycie część Nagrody Demidova o wartości 1500 rubli. Łączna wartość przyznawanej corocznie nagrody wynosiła 5000 rubli. Zwrócono jednak uwagę na wysoki koszt produkcji maszyny, który uniemożliwiał masową sprzedaż urządzenia na potrzeby rynku.
W 1851 roku zaprezentowano maszynę na Wielkiej Wystawie w Londynie. Spośród maszyn liczących, biorących udział w wystawie, maszyna Staffela uznana została za najlepszą. Drugie miejsce przyznano, znacznie lepiej znanemu współcześnie, arytmometrowi de Colmara. O sukcesie maszyny wspomniano w czasopiśmie Scientific American, zwracając uwagę na „zadziwiającą szybkość i precyzję obliczeń”.
Mimo zdobycia uznania na międzynarodowej wystawie maszyna nie weszła do produkcji masowej, w odróżnieniu do arytmometru Charles’a Xaviera Thomasa de Colmara, który stał się pierwszym urządzeniem liczącym produkowanym na skalę masową. Izrael Abraham Staffel nie posiadał środków finansowych umożliwiających rozpoczęcie przemysłowej produkcji swoich maszyn, zaś koszt ich zakupu byłby zbyt wysoki dla większości przedsiębiorców działających w Królestwie Polskim w połowie XIX wieku.